# 1553

## Събития
- От херцогство Саксония-Тюрингия е отделено новото херцогство Саксония-Гота.
- 10 май – от Лондон потегля морска експедиция на бъдещата Московска компания, която установява северния морски път към Русия.
- 25 май – 16-годишната първа братовчедка на Крал Едуард VI Лейди Джейн Грей се омъжва Лорд Гилдфорд Дъдли, син на Джон Дъдли – първият херцог на  Нортъмбърланд.
- 6 юли – Английският крал Едуард VI умира на 15-годишна възраст след шестгодишно управление.
- 10 юли – Четири дни след смъртта на крал Едуард VI, неговата братовчедка Лейди Джейн Грей е обявена за Кралица на Англия - позиция, която заема за следващите девет дни.
- 3 август – Кралица Мери I пристига в Лондон от Ийст Англия.
- Опит за кралица Мария Тюдор да възстанови католицизма в Англия.

## Родени
- 7 май – Албрехт Фридрих, втори херцог на Прусия от 1568 до 1618  г.
- 14 май – Маргьорит дьо Валоа, Кралица на Франция и Навара, първа съпруга на крал Анри IV
- 13 декември – Анри IV, крал на Франция от 1589 до 1610 г., първи крал от династия Бурбоните

## Починали
- Пири Реис, османски мореплавател
- 9 април – Франсоа Рабле, френски писател
- 6 юли – Едуард VI, Крал на Англия